# Castro de los Castillejos (Sanchorreja)

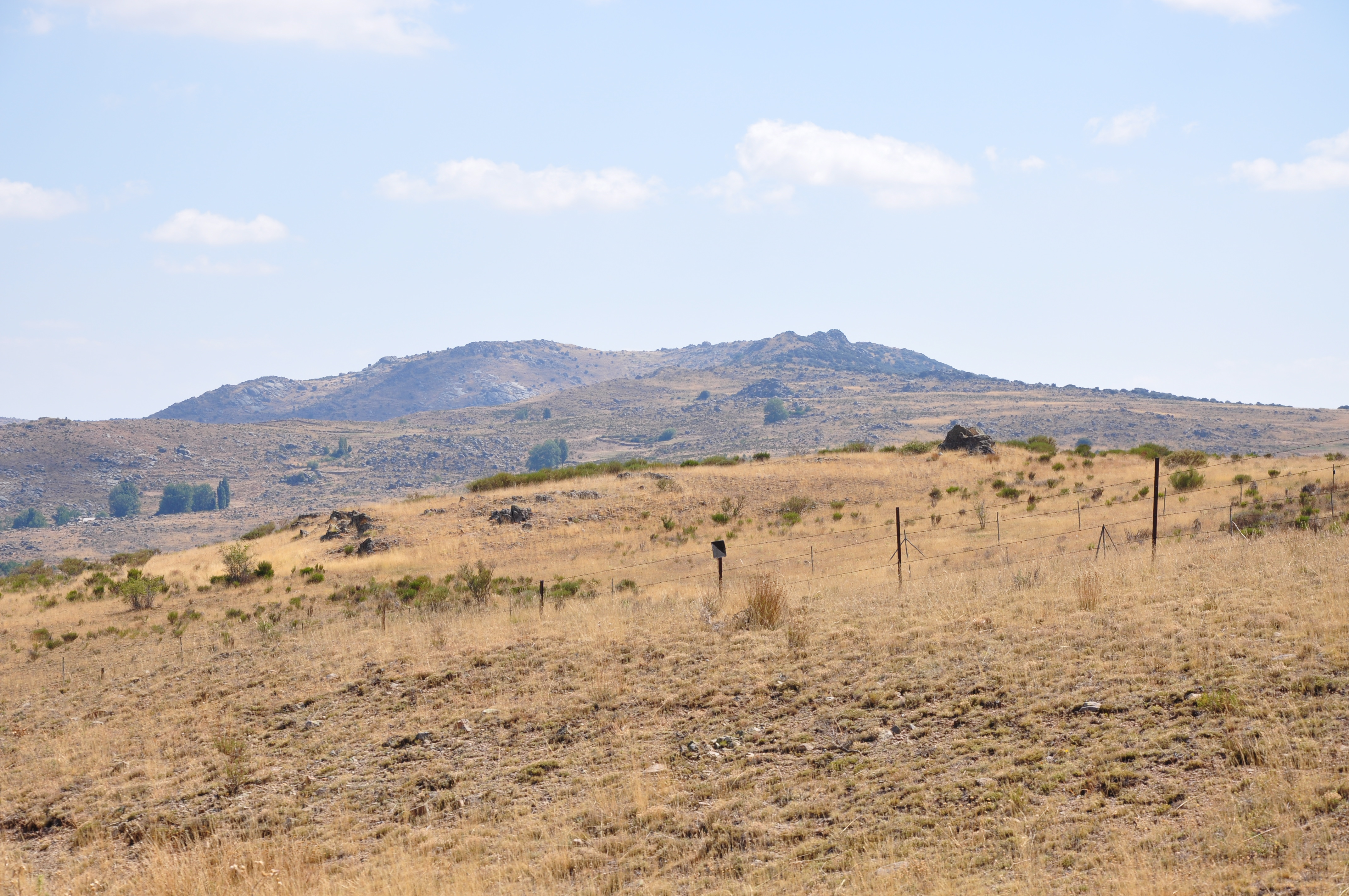
Zona de la sierra de Ávila donde se localiza el Castro de los Castillejos.

El castro de Los Castillejos de Sanchorreja, provincia de Ávila (España), es una fortificación que se localiza en una cota máxima de 1553 m en un cerro ligeramente amesetado. Su situación preeminente le hace dominar una vastísima zona, siendo perfectamente visible, a su vez, desde distancia lejana. Desde allí se domina las tierras de la meseta Norte situadas al norte de la sierra de Ávila y hacia el sur el valle de Amblés, la sierra de la Paramera y La Serrota.

## Historia de la Investigación
Las excavaciones fueron emprendidas en los años 1930 por parte de Joaquín María de Navascués, Emilio Camps Cazorla y Juan Cabré, publicándose sus resultados más de 20 años después gracias a Juan Maluquer. En la década de los 1980 Francisco Javier González-Tablas Sastre reemprendió el estudio del yacimiento a través de distintas campañas de excavación, al tiempo que se revisaron algunos materiales procedentes de excavaciones antiguas y de intervenciones clandestinas.

## Arqueología

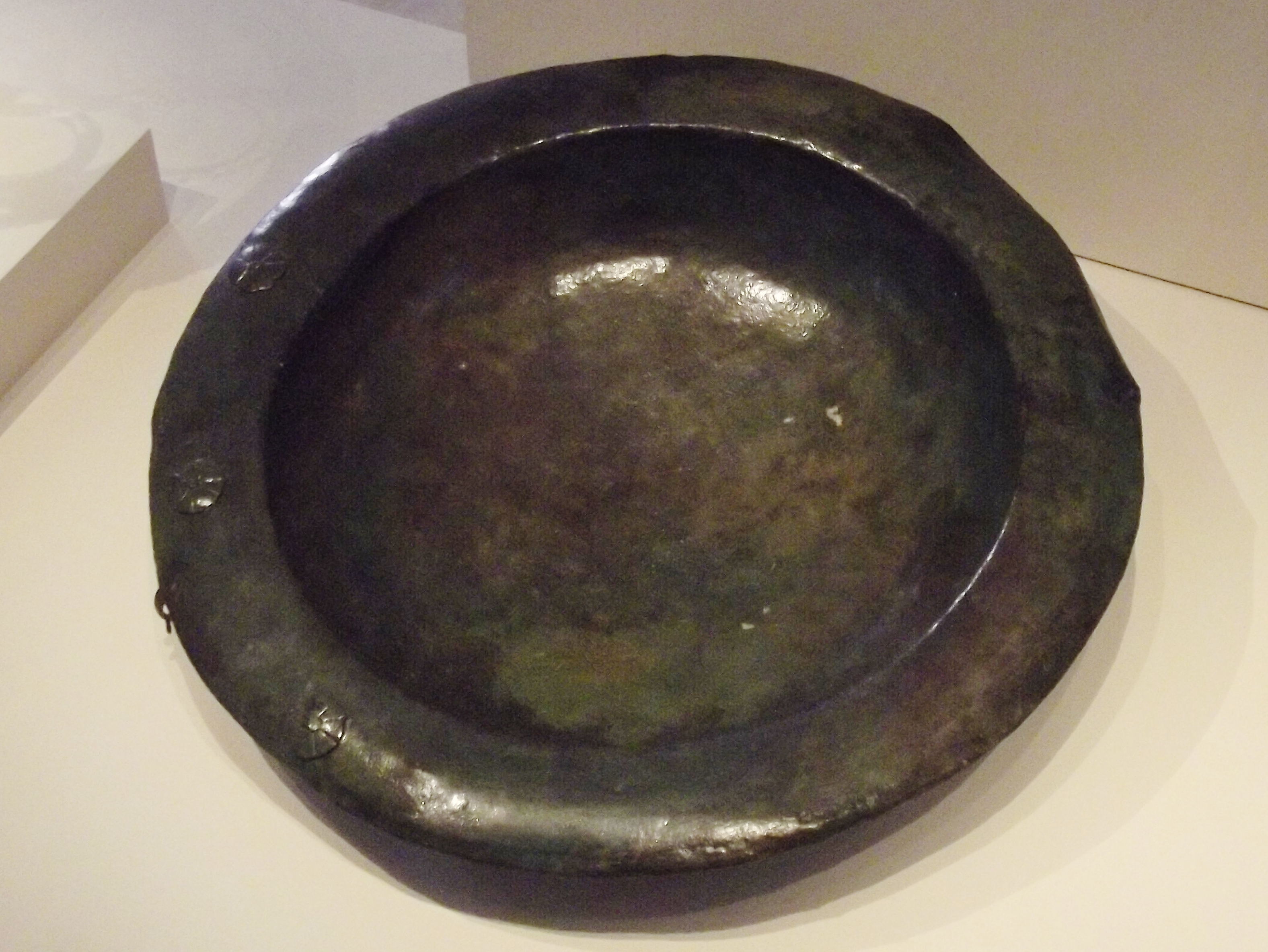
Brasero ceremonial de bronce proveniente del Castro de los Castillejos; Museo Arqueológico Nacional.

El yacimiento, levantado sobre los típicos berrocales de granito de esta zona abulense, presenta dos niveles, un primero atribuible a Cogotas I, con presencia de cerámicas excisas y de tipo boquique, y un segundo datable a inicios de la Edad del Hierro II. En esta segunda fase se distingue una zona central o acrópolis y dos recintos más, con varias puertas; la principal está al este de la acrópolis y presenta una entrada de embudo. Para estos momentos el oppidum parece abarcar una extensión de más de 25 ha, de las que solo dos tercios estarían habitadas, dada la irregularidad del terreno, y se acompaña de una característica muralla con doble paramento que se adapta a la accidentada topografía, erigida en dos momentos, el último datable hacia el 500 a. C. Las viviendas, a base de estructuras irregulares pero tendentes a la forma rectangular, con hogares y suelos de tierra apisonada, se distribuyen por la acrópolis y el segundo recinto; fuera de la muralla, por debajo del lienzo oriental, existía un barrio extramuros de casas aisladas.

## Cultura material
Respecto al material recuperado, es abundante y variado, sobre todo el cerámico; especies a mano (principalmente peinadas), torneadas, lisas, toscas, decoradas, pintadas, etc. Además se hallaron objetos de uso personal, adornos en bronce (botones, hebillas de cinturón, agujas, fíbulas de distinta filiación, un depósito de bronces encontrado en 1931 en el que destaca una plaquita de cinturón con la representación de un grifo y una palmeta, de clara tradición orientalizante), útiles de hierro (hachas, cuchillos) y piezas comunes como fusayolas, molinos de mano, pesas de telar etc. El poblado no se romaniza, pues se destruye mucho antes que los demás castros, hacia el 400 a. C.